# Phil Gallie
Philip Roy Gallie, meist Phil Gallie, (* 3. Juni 1939 in Portsmouth; † 24. Januar 2011) war ein schottischer Politiker und Mitglied der Conservative Party.

## Leben
Gallie besuchte die Dunfermline High School in Dunfermline. Anschließend ließ er sich an der Werft in Rosyth zum Elektriker ausbilden und war später für die Handelsmarine und bei einem Energieerzeuger tätig. 1964 heiratete Gallie seine Frau Marion, die er lange Jahre pflegte und die 2006 nach langer Krankheit verstarb. Zusammen hatten sie zwei Kinder – einen Sohn und eine Tochter.

## Britisches Unterhaus
Auf politischer Ebene trat Gallie erstmals in Erscheinung, als er für die Konservativen in den Bezirksrat von Cunninghame gewählt wurde. Bei den Unterhauswahlen 1983 bewarb er sich um das Mandat des Wahlkreises Cunninghame South. Er erhielt den zweitgrößten Stimmenanteil und verpasste damit den Einzug in das Britische Unterhaus. Auch im Wahlkreis Dunfermline West, für den er bei den Unterhauswahlen 1987 antrat, erhielt er nur die zweithöchste Stimmenanzahl. Schließlich errang Gallie bei den Unterhauswahlen 1992 das Direktmandat des Wahlkreises Ayr und zog erstmals in das Unterhaus ein. Hierbei betrug sein Vorsprung auf den Kandidaten der Labour Party nur 85 Stimmen; ein Ergebnis, das zu den knappsten in der britischen Wahlgeschichte gehört. 1995 wurde er zum stellvertretenden Parteichef der schottischen Konservativen gewählt. Bei den folgenden Wahlen im Jahre 1997 verlor er sein Mandat an die Labour-Kandidatin Sandra Osborne und schied somit nach einer Wahlperiode aus dem Unterhaus aus. Gallie versuchte bei den Unterhauswahlen 2001 sein Mandat zurückzugewinnen, was ihm jedoch trotz Stimmgewinnen nicht gelang.

## Schottisches Parlament
Im Vorfeld der ersten Schottischen Parlamentswahlen im Jahre 1999 wurde der Parteichef der Conservative Party gewählt. Gallie kandidierte um das Amt, unterlag aber David McLetchie. Bei den Parlamentswahlen bewarb sich Gallie um das Direktmandat des Wahlkreises Ayr er unterlag mit einem Rückstand von nur 25 Stimmen dem Labour-Kandidaten Ian Welsh. Da Gallie jedoch auch auf der Regionalwahlliste der Konservativen für die Wahlregion South of Scotland auf dem ersten Rang gelistet war, erhielt er infolge des Wahlergebnisses eines der vier Listenmandate der Konservativen in dieser Wahlregion und zog in das neugeschaffene Schottische Parlament ein. Bei den Parlamentswahlen 2003 trat er im Wahlkreis Carrick, Cumnock and Doon Valley an und erhielt die zweithöchste Stimmenanzahl hinter der Labour-Politikerin Cathy Jamieson. Sein Listenmandat für die Wahlregion konnte er als zweitplatzierter auf der Regionalwahlliste hingegen verteidigen. Zum Ende der Legislaturperiode schied er aus dem Parlament aus.